# Przełęcz pod Kanasinem
Przełęcz pod Kanasinem – przełęcz położona na terenie Pogórza Przemyskiego w Paśmie Działu na wysokości ok. 480 m n.p.m., pomiędzy szczytami Kanasina (555 m n.p.m.) a Działu (553 m n.p.m.). Przez przełęcz nie biegnie żaden znakowany szlak turystyczny.